# 社会崩溃
社会崩溃（也称为文明崩溃）是指复杂的人类社会陷入混乱和衰落。其特征是社会的文化认同和复杂适应系统丧失、政府垮台和暴力兴起。社会崩溃的原因有自然灾害、战争、瘟疫、饥荒、经济崩溃、人口不足或过多、大规模移民、敌对文明的破坏或同化。文明经历过社会崩溃，可能会恢复到原始状态，也可能被同化到一个更强大的社会（文明）中，甚至完全消失。
几乎所有文明，无论其规模或复杂程度如何，都曾经发生过社会崩溃，中国、印度、埃及等文明能在崩溃后复兴。然而，有一些却再也没有恢复过来，比如东西罗马帝国、玛雅文明、复活节岛文明。
人类学家、历史学家、社会学家对文明崩溃提出了各种解释，其中涉及的原因包括环境变化、资源枯竭、无法持续的社会复杂性、入侵、疾病、社会凝聚力衰退、不平等加剧、长期的认知能力下降、创造力丧失和天灾。虽然一种文化的彻底灭绝是不可避免的，但部分从灭绝文化中所孕育出的新文化也会被认为是旧文化的延续，尽管新文化的复杂程度相较于旧的文化急剧下降。就算没有文化继承，像西罗马帝国这样极速崩溃的社会，其影响也会在消亡后一直存在。
对社会崩溃的研究，即崩溃学，是历史学、人类学、社会学和政治学专家的课题。最近，气候学和复杂系统研究方面的专家也加入了该研究的行列。

## 概念
约瑟夫·坦特（Joseph Tainter）在《复杂社会的崩溃》一书中阐述了社会崩溃，成為崩溃学的开山之作。书中提到，“崩溃”是一个“宽泛的词汇”，但从崩溃学上来说，这个词可以被解释为“一个政治过程”。他将社会崩溃定义为：导致“社会政治结构土崩瓦解”的过程，并将西罗马帝国的衰落视为西方世界“最广为人知的社会崩溃实例”。
賈德·戴蒙的著作《大崩溃》（2005），認為可以用长期运营和社会转型重组的眼光，去看那些作为社会崩溃案例讨论的文明或国家，这些社会只是在经历一次“重组”，特别是当崩溃被视为一个政治体系的“彻底终结”的时候。
什穆埃尔·艾森施塔特说，“社会崩溃”从来没有没有发生过。区分“全部消退灭亡”与“可能再次重生”是不一样的，这个问题对于崩溃学研究很重要。他经常拒绝“崩溃”一词，并批评这样一种观念，例如：古玛雅文明经常被吹捧为社会崩溃的典型例子，但事实上，这种崩溃主要发生在在东部低地，然而中美洲西部高地的许多城市仍保留着古老的制度，一直延续到16世纪。

## “社会年龄”
社会科学家卢克·坎普（Luke Kemp）分析了从公元前3000年到公元600年的数十个文明（他对文明的定义是“一个拥有农业技术、坐拥多个城市、在区域内具有绝对军事地位、并且有可持续发展的政治结构的社会”），其中寿命最长的有东非库施王国（1150年）、非洲的阿克苏姆王国（1100年）、南亚的吠陀文化和中美洲的奥尔梅克文明（均为1000年）、拜占庭帝国（1083年）；寿命最短的则有印度难陀帝国（24年）和中国秦朝（14年）。
复杂系统专家塞缪尔·阿贝斯曼对此统计分析阐述道：崩溃通常是一个随机事件，与社会的年龄无关。古老的社会不会比新生的社会容易崩溃，反之亦然。这类似于进化生物学家所说的“紅皇后假說”：如果一个物种长期处于恶劣生态环境，则它随时可能会灭绝。

## 崩溃原因
人类社会是一个复杂的系统，经济、环境、人口、社会和文化等因素都可能会导致其崩溃，并且它们之间如同多米诺骨牌，只要一个因素足够糟糕，就会引起连锁反应，最终导致崩溃发生。自然灾害（例如海啸、地震、流行病等）马尔萨斯灾难、人口过剩或资源枯竭，都可能是崩溃的促成因素。对过去社会的研究表明了，这些因素可能并不仅仅导致崩溃。如果社会里还存在严重的不平等和暴露的腐败，会导致崩溃的同时受压迫的下层阶级崛起，并在革命中从较小的富裕精英阶层手中夺取权力。贾里德·戴蒙德认为，社会也会因森林砍伐、土壤肥力丧失、贸易限制、针对地方性的暴力不断增加而崩溃。

### 自然灾害和气候变化

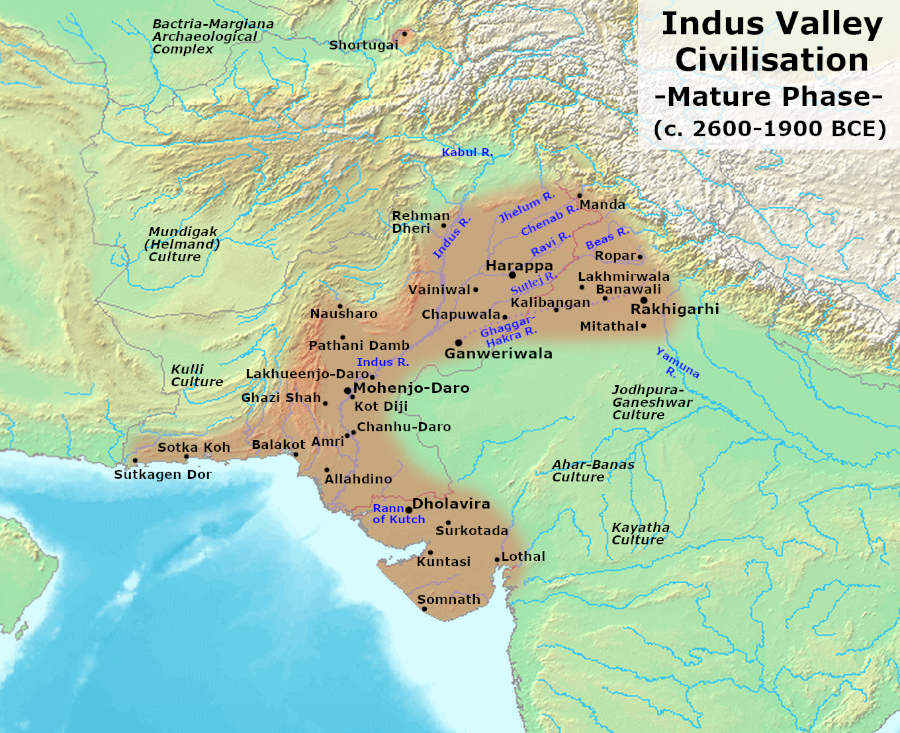
印度河流域的文明可能曾经由于作物的变化而导致城市灭亡和种族迁徙。

考古学家发现了非洲和亚洲5000至4000年前的特大干旱迹象。这一时期撒哈拉沙漠不仅从绿洲变成沙漠，还扰乱了南亚和东南亚的季风季节，在东亚引发了洪水，阻碍了农业和复杂文化的发展。气候变化可能是导致美索不达米亚阿卡德帝国和印度河流域文明的衰落的原因之一。此次气候的剧烈变化被称为4.2千年事件。

公元前3000年左右，在如今印度西北部和巴基斯坦地区，居住着高度发达的印度河流域文明，但该文明与公元前1700年崩溃了。由于印度河文字尚未被破译，其崩溃的原因仍然是个未解之谜，不过有一些证据表明自然灾害是其衰落的原因。该文明逐渐衰落的迹象在公元前1900年开始出现，两个世纪后，大部分城市就被废弃了。考古证据表明人际暴力以及麻风病和结核病等传染病在这一时期有所增加。历史学家和考古学家认为，严重而持久的干旱以及与埃及和美索不达米亚贸易断绝导致了此次崩溃，同时还发现了地震作为证据——莫克兰海岸沿线的两个可能的港口地点发生了海平面变化，导致这两个港口不再临海。

全球平均气温表明，小冰河期并不是一个独特的时间段，而是近期全球变暖之前长期气温下降的结束。

火山爆发会突然地影响气候，在火山大喷发期间，二氧化硫（SO2）被排放到平流层，然后在高空在停留数年并逐渐被氧化成硫酸盐气溶胶。硫酸盐气溶胶具有高反射性，会减少入射阳光，冷却地球表面。科学家们通过钻探冰川和冰盖，可以研究出各个时期的大气成分。由内华达州里诺沙漠研究所的小组推断：公元前44年三月十五日凯撒大帝遇刺一年后，留下的权力真空以及奥克莫克火山（位于今天的阿拉斯加）的喷发并导致了血腥的内战。根据历史记载，那是一个气候恶劣、农作物歉收、大范围饥荒和疾病的年代。全球不同地区的树木年轮和洞穴石笋的分析佐证了他的论点。北半球变得更加干燥，但南半球变得更加湿润。但事实上，根据希腊历史学家阿庇安（Appian）记载，埃及即使没有发生洪水时间里，也面临着饥荒和瘟疫。同时罗马也对于埃及——这个重要的食物产出地，越来越看重。公元前30年克利奥帕特拉自杀后，埃及就进入罗马统治之下。虽然很难确定如果奥克莫克火山没有喷发，埃及是否会成为罗马的一个行省，但喷发肯定加速了这一过程。
研究表明，气候变化也是中国、中东、欧洲和美洲历史社会衰落的关键因素。古气候温度重建表明，社会动荡、社会崩溃、人口死亡通常和一次重大的气候变化同时发生。来自中国大陆和香港的研究小组成功建立了气候变化与前工业时代大规模人类危机之间的因果关系。短期危机可能是由社会问题引起的，长期危机的最终原因是气候变化。而且由于农业高度依赖气候，区域气候的任何变化都可能导致农作物歉收。
蒙古征服恰逢十三至十四世纪北半球的一段变冷时期，当时中世纪温暖期时期正在过渡向小冰期，造成了农业压力。在欧洲，气候变冷并没有直接促进黑死病传播，但越来越冷的气温引发了战争、大规模移民和饥荒，从而助长了疾病的传播。
离我们最近的一个例子是欧洲十七世纪的普遍危机，这是一个气候恶劣、农作物歉收、经济困难、极端群体间暴力冲突不断以及由于小冰期而导致高死亡率的时期。蒙德极小期涉及的太阳黑子极其罕见。许多事件发展成为武装冲突，例如始于波西米亚的继承战争王座三十年战争（1618-1648）。神圣罗马帝国（位于现代德国）新教徒和天主教徒之间的敌意更是火上浇油。很快，它升级为一场欧洲所有主要大国之间的冲突，并且摧毁了德国大部分地区。战争结束后，欧洲部分地区的人口减少了百分之七十之多。然而，并非所有社会都在这一时期面临危机。具有高承载能力和贸易经济体的热带国家并没有受到太大影响，因为气候变化并没有导致这些地方的经济萧条。

### 外国入侵和大规模移民

1206年至1294年蒙古帝国的扩张

大约公元前4000年和3000年，欧亚大陆西部的新石器时代人口数量下降，可能是由于鼠疫和其他病毒性出血热所致。随之而来的是印欧人的移民。公元前3000年左右，来自东欧大草原的颜那亚文化开始在整个欧亚大陆进行大规模扩张，大多数人认为这与印欧语言的传播有关。

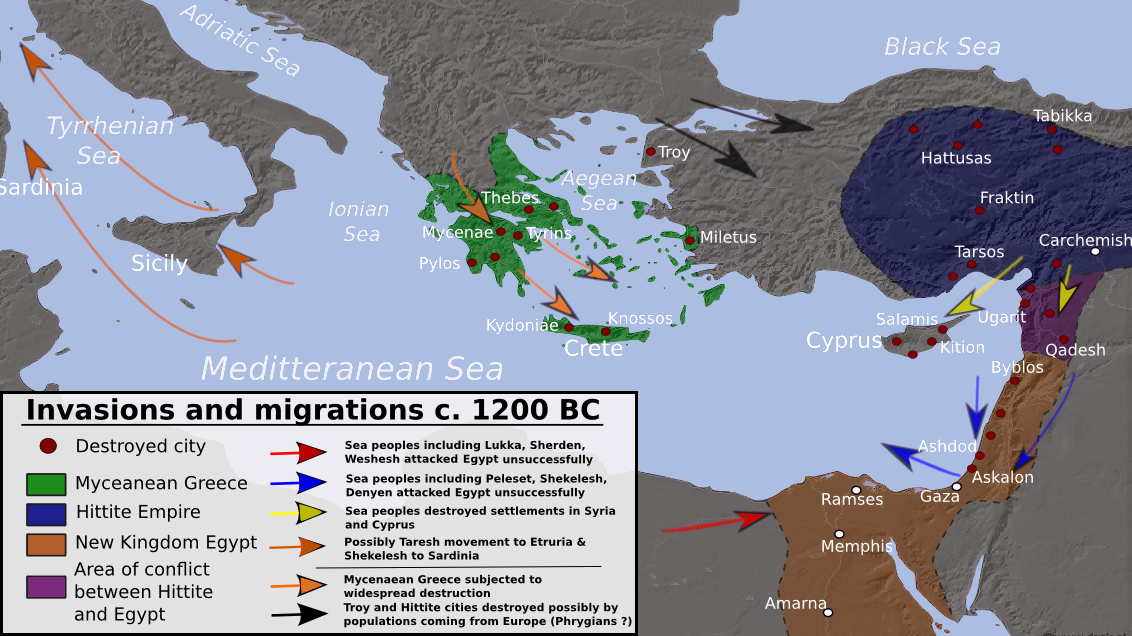
东地中海青铜时代晚期崩溃（约公元前 1200 年）的地图

一个神秘的，由凶猛的海上掠夺者组成的松散联盟“海上民族”，被认为是东地中海青铜时代晚期崩溃的主要原因之一。
赫梯帝国在公元前1285年与埃及人发生卡迭石之战后，帝国开始出现衰落迹象。此时的帝国，外有海上民族的劫掠，内有权力斗争、农作物歉收和饿殍遍野。埃及人与赫梯人签订了和平条约，在饥荒时期为他们提供了食物，但这远远不足以支撑赫梯人的社会。公元前1200年左右，海上民族占领了小亚细亚西海岸的一个港口，切断了赫梯人的粮食供应贸易路线。赫梯首都哈图沙被毁。一些赫梯领土逃过了这次崩溃，但最终在公元前七世纪被亚述人占领。
米诺斯文明以克里特岛为基础，以海上贸易为中心。公元前1450年左右，它被并入迈锡尼希腊，而希腊本身在公元前1200年左右，由于各种军事冲突（例如来自北方的多利安人的入侵和来自海上民族的攻击），而陷入严重衰落。

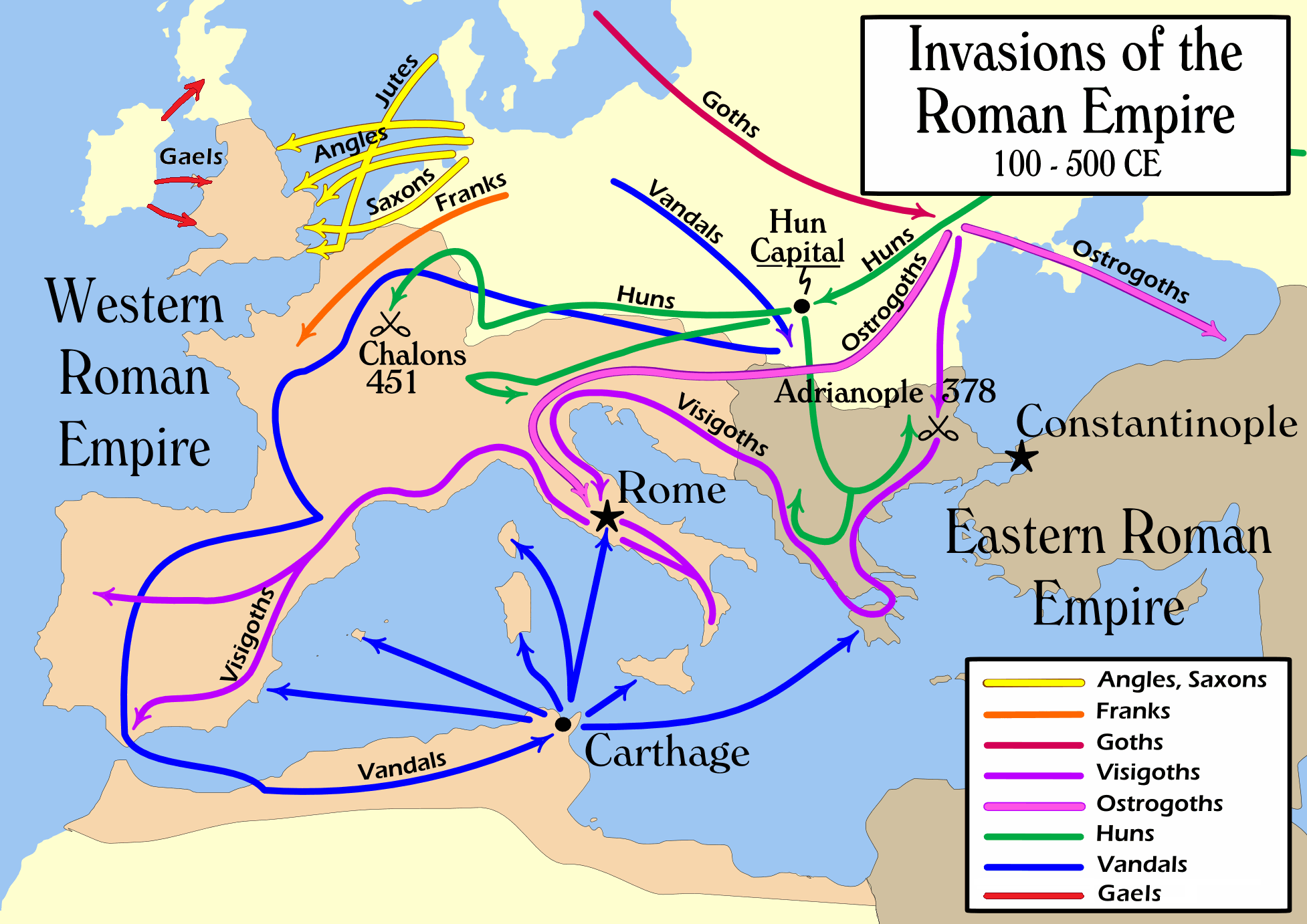
野蛮人的入侵在西罗马帝国的衰落中发挥了重要作用。

公元前三世纪，匈奴被汉朝赶出漠北，于是阿提拉把他的铁骑面向了欧洲，发起了对欧洲的侵略和掠夺运动，其最远到达高卢（今法国）。阿提拉的匈奴人还与罗马帝国发生冲突，而此时的罗马帝国为了便于管理已经分为两半：东罗马帝国和西罗马帝国。尽管罗马人在公元451年的沙隆战役中成功阻止了阿提拉，但次年却无法阻止阿提拉进攻罗马的意大利地区。米兰等意大利北部城市遭到匈奴铁骑蹂躏。匈奴人的崛起也迫使日耳曼人离开他们的领土，使这些日耳曼人进入法国、西班牙、意大利的部分地区。罗马城也在410年遭到西哥特人的攻击，并在455年遭到汪达尔人的掠夺。内乱、经济疲软和日耳曼民族的无情入侵，将西罗马帝国推向了最终的衰落。西罗马最后一位皇帝罗穆卢斯·奥古斯都于476年被德国奥多亚塞废黜，自立意大利国王。
公元十一世纪，北非人口众多、这片承载着繁荣的文明的地区却在内战中耗尽资源，在遭受巴努苏莱姆和巴努希拉尔贝都因部落入侵后崩溃了。伊本·赫勒敦说到：“所有被巴努希拉勒入侵者蹂躏的土地都变成了干旱的沙漠。”
1206年，成吉思汗取得对蒙古的统治，并开始了他的领土扩张运动。蒙古人高度灵活和机动的骑兵使他们能够高效、迅速地征服敌人。在十三和十四世纪蒙古入侵之后的残酷掠夺中，入侵者杀死了中国、俄罗斯、中东和中亚的人。并且随后的蒙古领导人，如帖木儿，摧毁了许多城市，屠杀了数千人，并彻底地破坏了美索不达米亚的古代灌溉系统。入侵将定居社会转变为游牧社会。例如，在中国，蒙古征服期间的战争、饥荒和瘟疫使人口减少了一半（大约减少了5500万人）。蒙古人还导致大量人口流离失所，造成权力真空。

### 饥荒、经济萧条和内乱

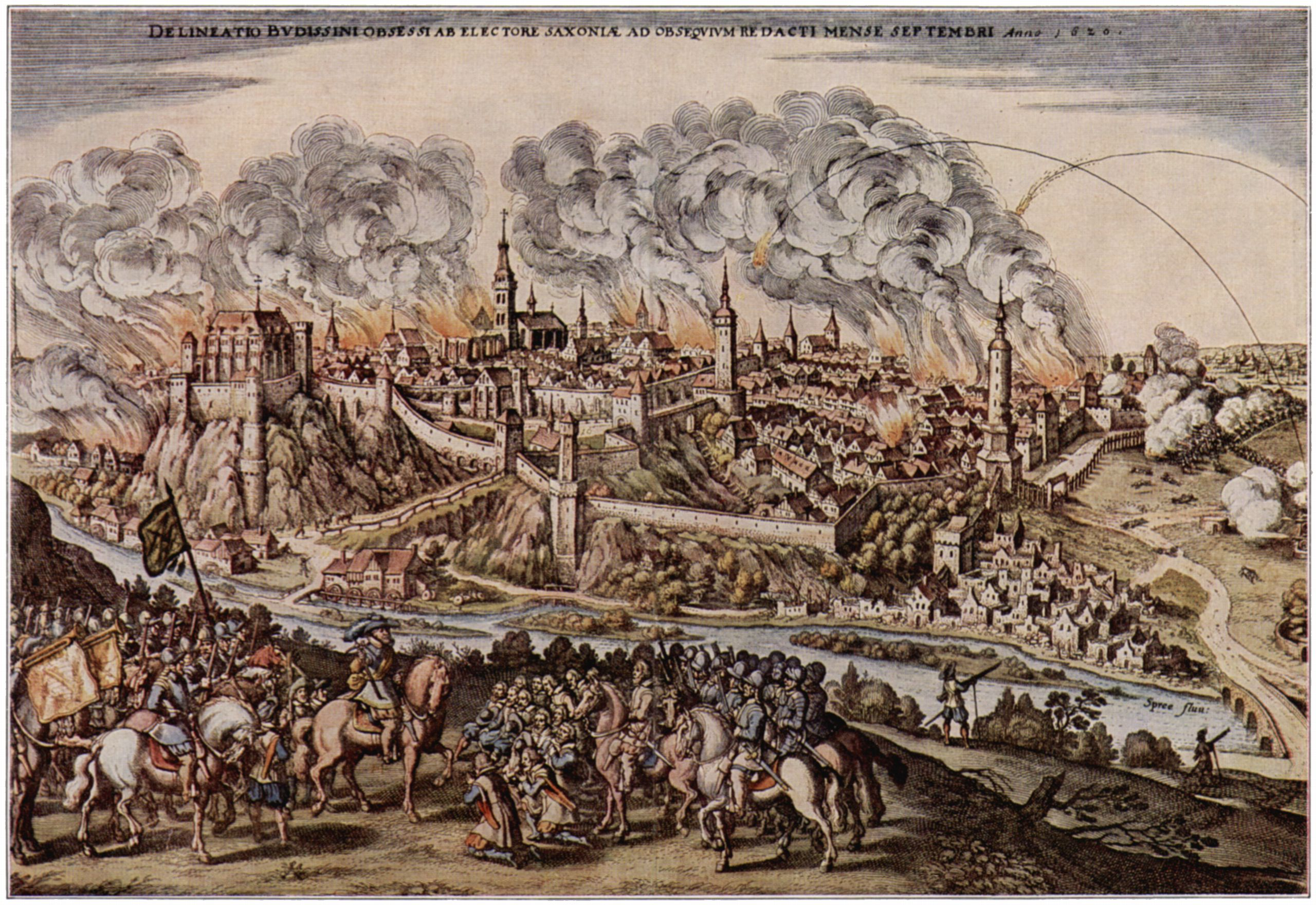
三十年战争摧毁了欧洲大部分地区，是十七世纪危机期间的众多政治动乱之一，这与小冰河时代有因果关系。

公元前1210年左右，埃及新王国向四分五裂的赫梯帝国运送了大量谷物。导致了安纳托利亚地区出现了粮食短缺，尽管埃及在克苏伊斯战役中击败了海上民族，但埃及本身却急剧衰落。东地中海所有其他社会的崩溃扰乱了原有的贸易路线并造成了广泛的经济萧条。政府工作人员的工资过低，导致历史上第一次罢工，削弱了王室权威。政府不同派系之间也存在政治内斗。尼罗河洪水减少导致歉收，导致严重饥荒。食品价格上涨至正常价格的八倍，有时甚至能达到二十四倍。随后出现失控的通货膨胀。这导致了古埃及在第二十王朝（约公元前1187年至公元前1064年）从地中海的一个主要强国沦为一个严重分裂和衰弱的国家。
公元前481年至公元前221年，中国战国时期结束，秦朝嬴政成功击败六国，成为中国第一位皇帝，史称秦始皇。秦始皇作为一位冷酷而高效的统治者，组建了一支纪律严明、并且职业化的军队，并推行了大量改革，例如统一语言、统一度量衡。然而，内讧和叛乱使得秦朝在他去世后分崩离析
公元十四世纪初，英国因异常强降雨和洪水而多次遭受农作物歉收。许多牲畜要么挨饿，要么被洪水淹死。食品价格飞涨，爱德华二世国王试图通过实施价格管制来纠正这种情况，但商贩拒绝以低价出售食品。很快从平民到贵族，几乎人人都缺少食物。许多人诉诸乞讨、犯罪和吃下水。甚至还有同类相食的报道。
在欧洲大陆，情况与英国发生的同样糟糕。欧洲1315年至1317年的大饥荒恰逢中世纪温暖期的结束和小冰河期的开始。
一些历史学家怀疑这一时期的气候变化是由于1314年新西兰塔拉威火山喷发造成的，而且大饥荒只是那个世纪袭击欧洲的灾难之一，百年战争和黑死病也随之而来。最近对树木年轮的分析补充了历史记录，并表明1314年至1316年的夏季是700年来有记录以来最潮湿的夏季之一。

### 疾病爆发

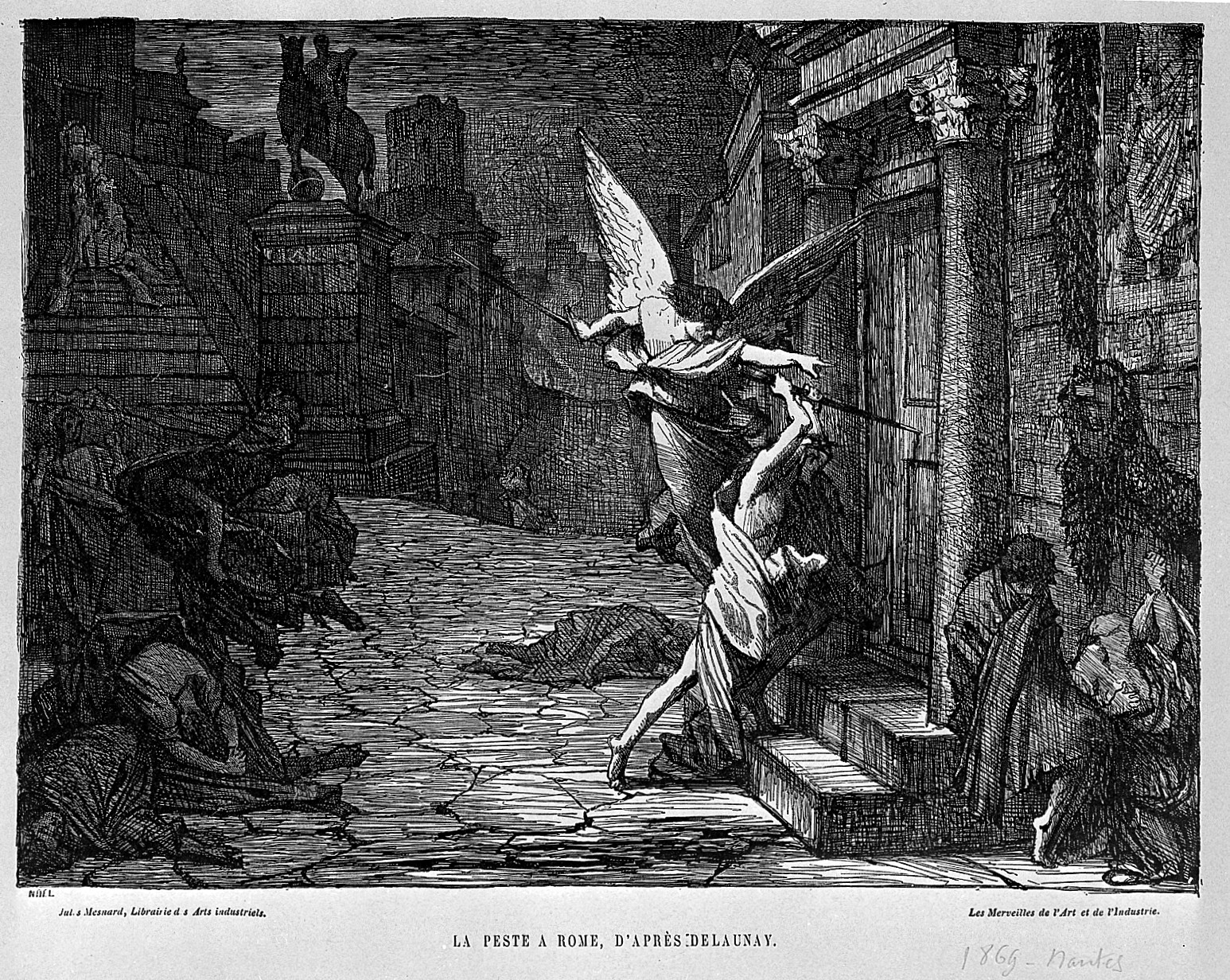
罗马瘟疫期间死亡天使敲门； Levasseur 根据 Jules-Elie Delaunay（1828-1891）雕刻。

黑死病在欧洲的传播

从历史上看，农业的兴起也导致了传染病的兴起。与狩猎采集社会相比，农业社会往往久坐不动，人口密度更高，与牲畜接触频繁，并且更容易接触受污染的水源和更高浓度的垃圾。卫生条件差、缺乏医学知识、迷信。
记者迈克尔·罗森沃尔德写道：“历史表明，过去的流行病深刻地重塑了社会。尸横遍野，帝国衰落。政府崩溃。几代人长眠于此。”
根据希腊医生盖伦对安东尼瘟疫症状的描述，患者会咳嗽、发烧、腹泻、喉咙肿胀和口渴，现代专家确定安东尼瘟疫（公元165-180年）的可能罪魁祸首是天花或麻疹。  这种疾病很可能始于中国，并通过丝绸之路传播到西方。罗马这座城市饱受过度拥挤、卫生条件差和饮食不健康的折磨，成为了瘟疫的传播中心。很快，这种疾病就蔓延到了高卢，并摧毁了莱茵河沿岸的罗马防御工事。以前强大的罗马军队如今却变成了被释放的奴隶、德国雇佣兵、罪犯和角斗士。安东尼瘟疫造成了商人的严重短缺，从而扰乱了贸易，也造成了农民的严重短缺，从而导致了粮食危机。随后经济萧条，政府收入下降。一些人指责皇帝马而库斯·奥列里乌斯和共治皇帝卢基修斯·维鲁斯（两人都是这种疾病的受害者）冒犯了众神。一些历史学家认为安东尼瘟疫是西罗马帝国衰落的起点。接下来是西普里安瘟疫（公元249-262年）和查士丁尼瘟疫（公元541-542年）。他们一起打破了罗马帝国留下来的基础。

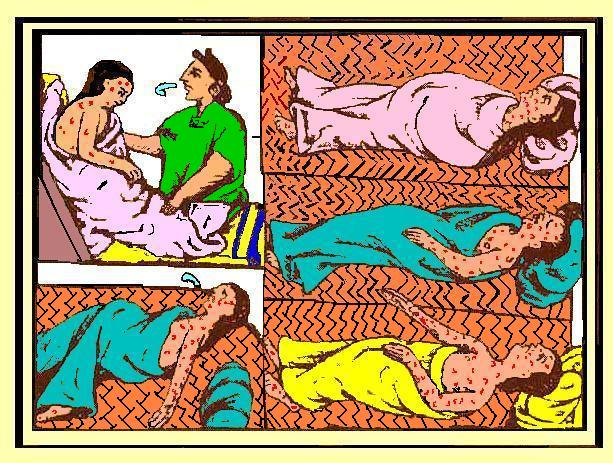
阿兹特克天花受害者，来自佛罗伦萨法典（1540-85）

流行病还摧毁了萨珊帝国。哈里发阿布·伯克尔占领了萨珊王朝，以及罗马在高加索、黎凡特、埃及和北非地区控制的领土。在查士丁尼瘟疫之前，地中海世界的商业和文化一直稳定掌控在罗马手中。瘟疫之后，它分裂成三个势力：伊斯兰文明、拜占庭帝国和后来被称为欧洲中世纪的文明。由于死亡人数过多，工人（其中许多是奴隶）的供应严重短缺。地主别无选择，只能将土地借给农奴耕种，以换取军事保护和其他特权。这就播下了封建主义的种子。
有证据表明，蒙古人的远征可能将黑死病传播到了欧亚大陆的大部分地区，从而引发了十四世纪初的黑死病。无论事实如何，到1340年代，黑死病真真切切的已导致兩亿人死亡。欧洲人口花了两个多世纪才恢复到大流行前的水平。它破坏了欧洲社会的稳定，并削弱了封建主义和教会的权威。
由于劳动力短缺，各种降低劳动力成本、节省时间、提高生产率的发明被广泛采用，如三田轮作制度、铁犁、施肥、水泵等。许多以前的农奴现在摆脱了封建义务，搬到了城市，转行从事手工艺和手工业。较成功的人成为新的中产阶级。随着对无数消费品的需求增加，贸易蓬勃发展。社会变得更加富裕，有能力资助艺术和科学。
欧洲探险家和殖民者给美洲原住民带去了大量疾病。美洲原住民并没有接触到旧世界农业兴起后出现的大量传染病。因此，他们的免疫系统不足以应对旧世界的天花、麻疹、百日咳、黑死病等疾病。天花在1520年代肆虐墨西哥，仅在特诺奇蒂特兰就造成了15万人死亡（甚至包括他们的皇帝）。
人们普遍认为，新大陆多达90%或95%的美洲原住民的死亡是由旧大陆疾病造成的。
类似的事件也发生在大洋洲和马达加斯加。天花给原住民带来了毁灭性地打击，一些消息来源称，该疫情导致澳大利亚东海岸约50%的沿海原住民死亡。
随着人类社会的进步，社会不断扩大，蓬勃发展。社会同时变得更加依赖贸易。农村低密度地区的人口向人口稠密的城市迁徙，传染病更容易传播。即使在现代，疫情也很频繁，但现代医学能够减轻其影响。
人口在二十世纪急剧增长，家畜的数量也急剧增加，疾病可能从这些动物传染给人类，从1928年青霉素开始，抗生素的出现挽救了数亿细菌感染患者的生命。然而因为细菌对抗生素的耐药性越来越强，医生和公共卫生专家（例如英格兰前首席医疗官莎莉戴维斯）甚至警告即将到来的“抗生素末日”。世界卫生组织在2019年警告说，随着疫苗怀疑论的蔓延，麻疹等疾病又死灰复燃。这导致世界卫生组织将反疫苗运动列为世界十大公共卫生威胁之一。

### 人口动态
希腊历史学家波利比乌斯在《历史》中写道，希腊化时代的衰落主要归咎于低生育率。他断言，虽然没有旷日持久的战争和致命的流行病，但是如果人们只是对“身外之物，闲散生活的乐趣”感兴趣，就不想再去结婚和养育孩子了，人口一样会减少。 
大约公元前100年，浪漫爱情的概念开始在罗马流行。在罗马共和国的最后几年，罗马妇女因离婚、婚外情和不愿生育而闻名。罗马帝国建立后，凯撒·奥古斯都立法来提高出生率。“20至60岁的男性和20至50岁的女性在法律上有结婚义务，在相关年龄范围内丧偶或离婚的个人必须再婚。那些已经生育了三个孩子（自由人）和四个孩子（自由奴隶）的人可以得到豁免。对于政治或官僚职位，优先考虑那些至少有三个婚生子女的人。那些未能生育的人将面临继承权的减少。”
在对罗马贵族的一次演讲中，凯撒表达了对罗马精英阶层低出生率的担忧。获得自由的奴隶被授予公民身份，罗马盟友在政府中获得席位，以增加罗马的权力和繁荣，但罗马人却生育率低下，要把关键事务托与外人打理。
低生育率与高抚养比，精英和平民之间财富分配不均，可能会导致人口失衡，这两者都是罗马帝国的特征。
人类社会崩溃的几个关键特征可能与人口动态有关。例如，秘鲁库斯科的原住民在西班牙征服时就面临着性别比例失衡的压力。
有强有力的证据表明人类也表现出人口周期（在可预测的时间段内上升和下降的现象）。罗马、中世纪和近代早期的英国和法国，希腊罗马和奥斯曼帝国统治时期的埃及，以及中国各个朝代的不同社会，都表现出类似的政治模式。 
前工业化农业社会通常会度过一个两个世纪左右的稳定，随后就会面临不稳定。然而，如果人民保持团结，统治阶级保持强大，仅仅是因为人口过剩，不足以让这个社会面临不稳定。

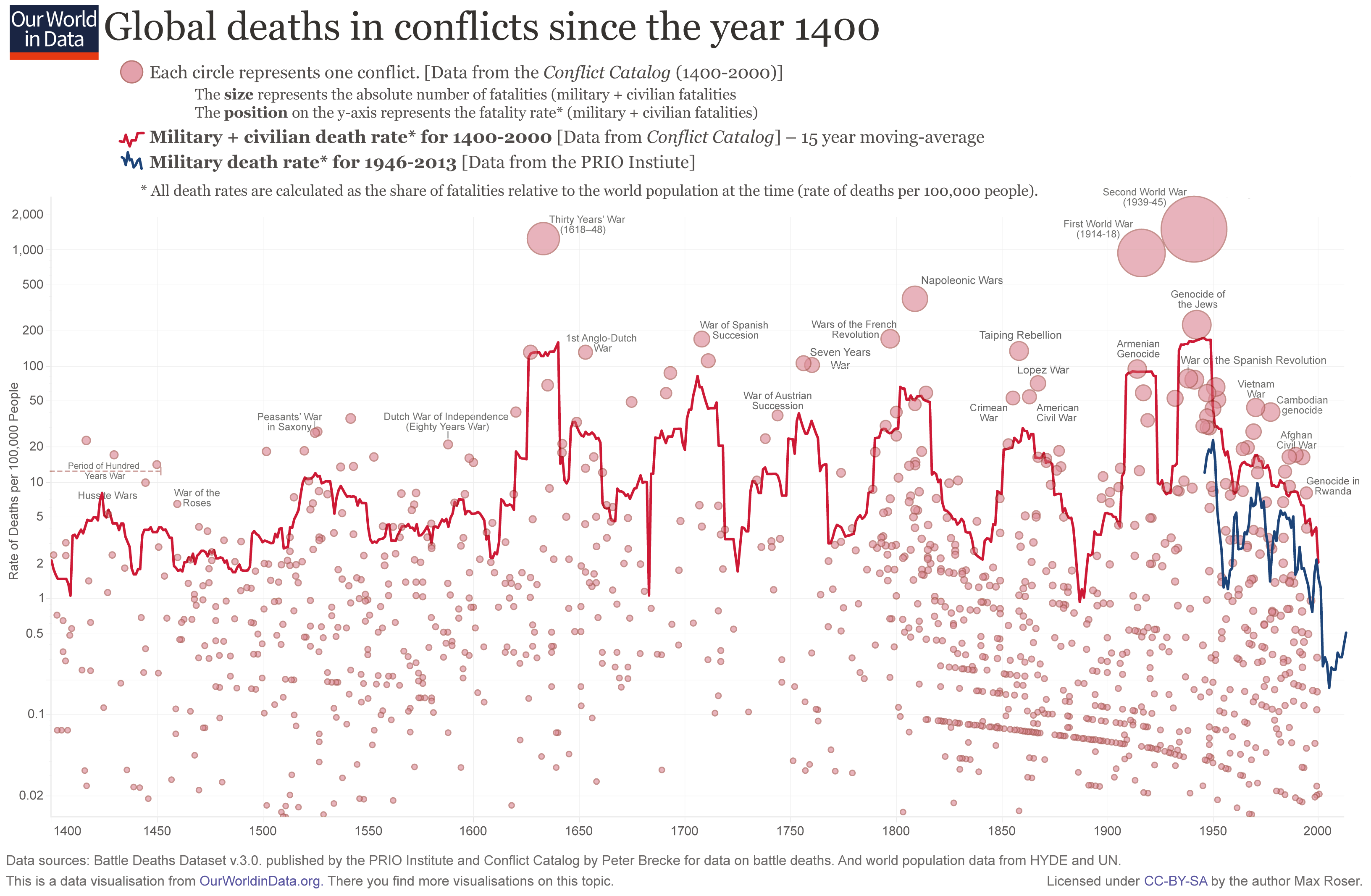
军人和平民死亡

## 理论

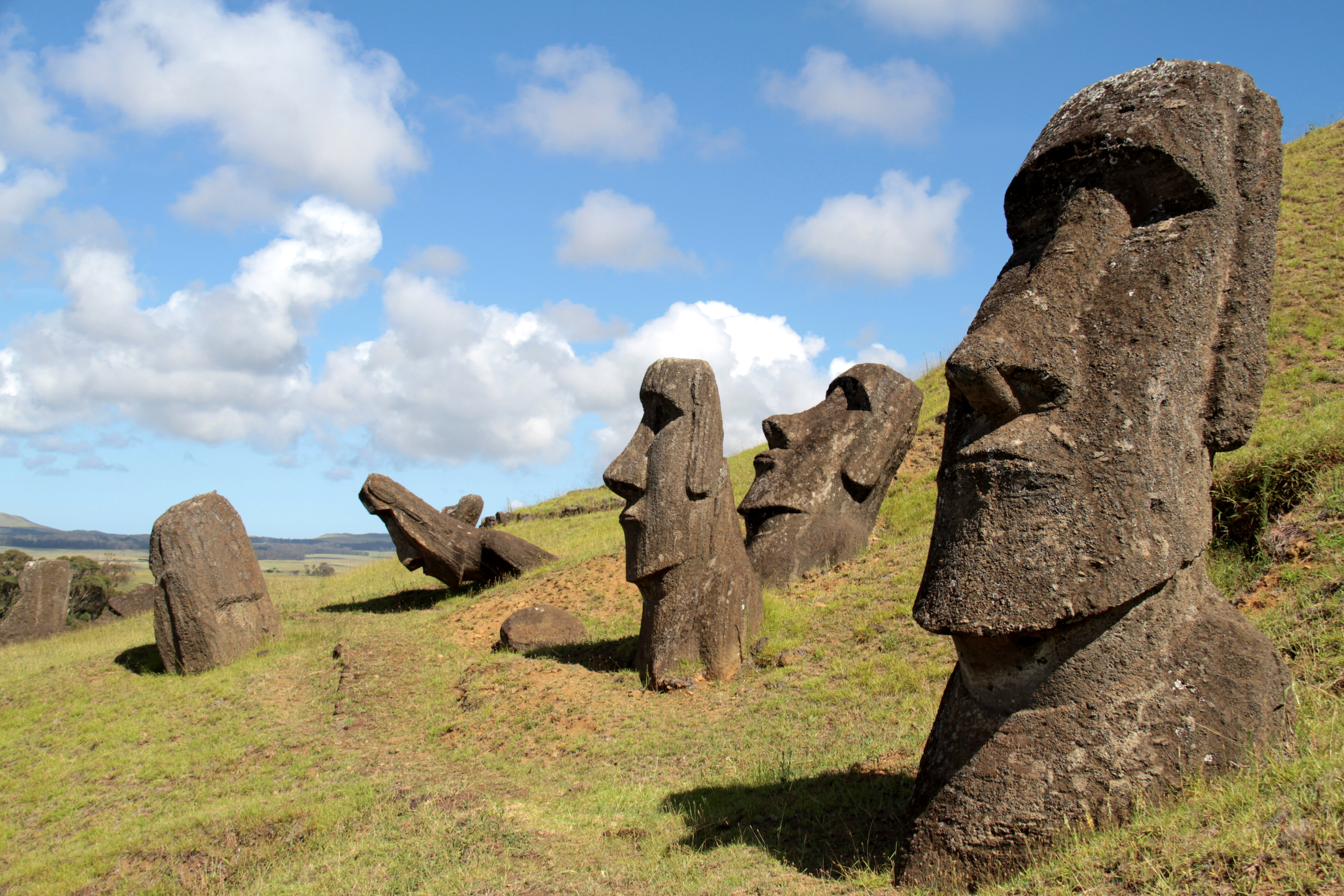
贾里德·戴蒙德认为，复活节岛文明创造了非凡成就，但对环境的过度开发导致文明崩溃，在岛上活下来的人，都变成了茹毛饮血的“原始人”。陷入恶性循环之中。

### 认知能力下降和创造力丧失
人类学家约瑟夫·坦特（Joseph Tainter）提出理论，崩溃的社会本质上耗尽了他们自己的设计，无法适应自然收益递减。 
哲学家奥斯瓦尔德·斯宾格勒（Oswald Spengler）认为，处于“冬天”时期的文明会出现对抽象思维的厌恶。
心理学家大卫·兰德和乔纳森·科恩推测，人们会在两种广泛的思维模式之间切换。一个思维是“思考细致却缓慢”一个是“思考快速而僵化”。这解释了为什么人们在只憑推理就能拯救自己时，却用了僵化的思维，让自己步入深渊。
坦特指出，根据行为经济学，人类的决策过程往往非理性多于理性，随着创新率下降（以发明数量相对于研发资金的比例来衡量）。找到解决社会崩溃问题的技术方案变得越来越困难。

### 社会和环境

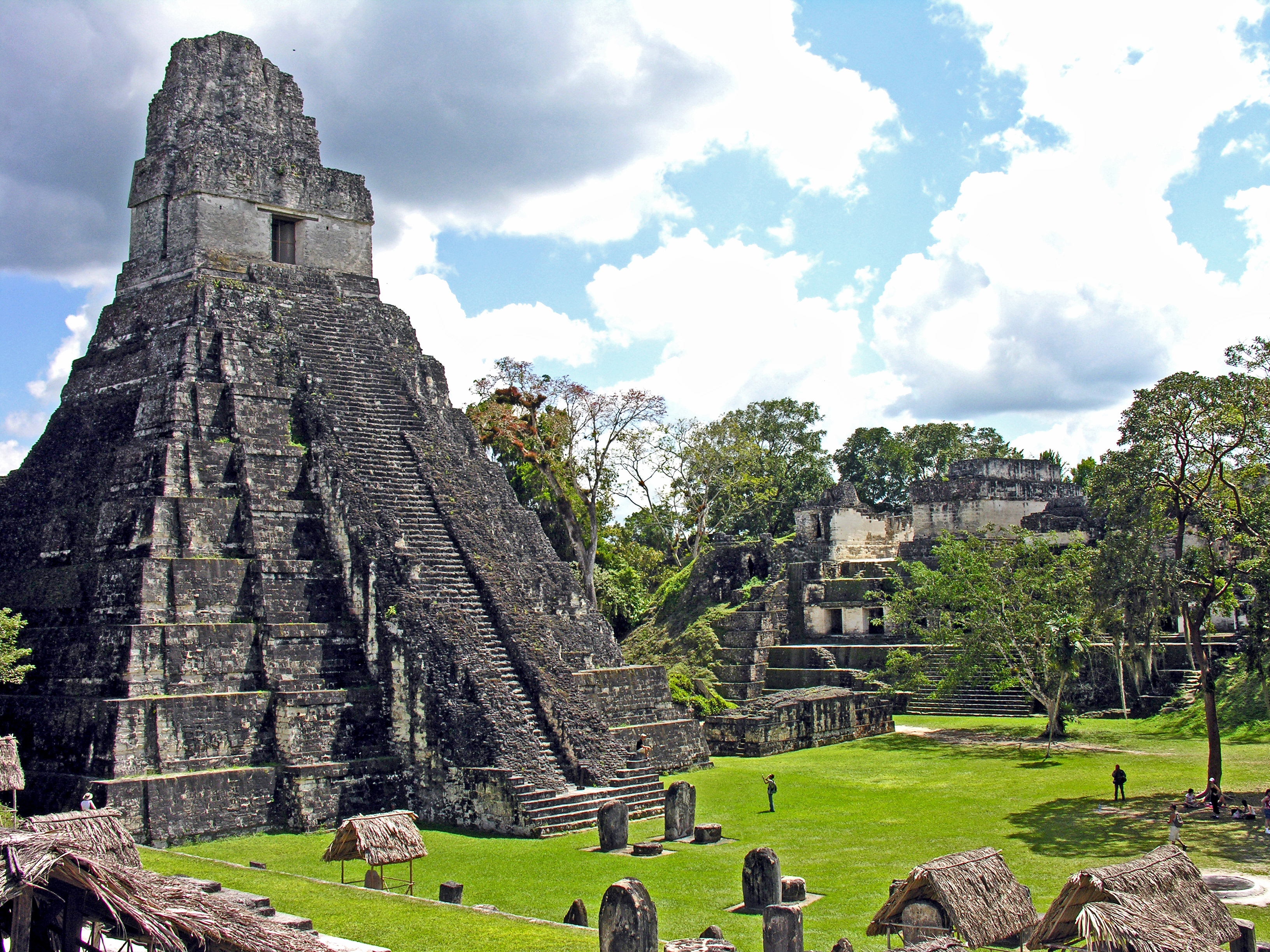
公元9世纪期间，玛雅中部地区遭受了严重的政治崩溃，各个城市被废弃

与游牧狩猎采集不同，定居生活解放了很多生产力。 
随着人口的增长和非可再生能源枯竭，环境的收益递减却被人们所忽视。如果社会的复杂性发展超出了实际可持续的范围，那么社会的复杂性就会受到潜在的威胁，随之而来的是无序的重组。
经济、文化和社会制度与生态关系的彻底崩溃也许是崩溃最常见的特征。贾里德·戴蒙德（Jared Diamond）在他的著作《崩溃：社会如何选择成败兴亡》中提出了导致崩溃的五个相互关联的原因，这些原因相互关联：不可持续的资源开发、气候变化、友好社会支持的减少、敌对的邻居以及对变革的不适当态度。

### 能源投资回报
能源在整个人类历史中发挥着至关重要的作用。能源与每个社会的诞生、成长和衰落息息相关。分工和城市发展需要能源剩余。广泛的财富和文化设施需要大量的能源剩余。经济前景随着社会获得廉价而丰富的能源而波动。
政治学家托马斯·霍默-迪克森和生态学家查尔斯·霍尔提出了一种称为能源投资回报率（EROI）的经济模型，该模型衡量社会通过使用能源获取能源而获得的剩余能源量。能源短缺推高了价格，因此激励人们探索和开采以前不经济的资源，这些新资源可能仍然充足，但需要更多的投入能源去开采，因此回报率并不像最初想象的那么高。
数学家（Safa Motesharrei）和他的合作者表明，使用不可再生能源的文明反而能达到使用可再生能源文明规模的两倍。但同时坦特警告说，在现代世界，如果化石燃料的供应被切断，水和食物的短缺就会随之而来，在最糟糕的情况下，数百万人将在几周内死亡。
荷马-迪克森断言，EROI的下降是罗马帝国衰落的原因之一。历史学家约瑟夫·坦特对玛雅帝国也提出了同样的说法。

### 社会反应模型
根据约瑟夫·坦特（Joseph Tainter 1990）的说法，太多学者在面临崩溃时假设以下三种模型中的一种或多种，从而对社会崩溃做出了肤浅的解释：
1. 恐龙社会——一个大规模社会，其中的资源正在以指数速度耗尽，但由于统治精英不愿意或无法适应这些资源的减少，所以没有采取任何措施来预防这个问题。在这种类型的社会中，统治者倾向于反对任何偏离其当前行动方针的解决方案，但赞成集约化，并为当前的计划、项目和社会机构投入越来越多的资源。
2. 失控火车社会——一个不断扩张的社会，这种类型的社会几乎完全基于劫掠（例如掠夺或剥削）而不是发展农业商业，无法无限期地维持下去。当无法实现新的征服时，亚述帝国、罗马帝国和蒙古帝国都崩溃了。
3. 纸牌屋社会——这个社会已经变得如此庞大，包含如此多复杂的社会机构，以至于它本质上是不稳定的，容易崩溃。古代有拜占庭官僚体质，近现代有东欧集团和其他共产主义国家，现代也有朝鲜等，这种社会其中所有社会组织都是政府或执政党的手臂，因此政府必须要么大规模地扼杀社团，要么减少活动。其实际权威性低于其所声称的权威性。[71]

#### 坦特的批评
坦特认为，这些模型虽然表面上有用，单独或共同解释都不能找出所有社会崩溃的情况。
坦特认为，社会复杂性是最近才出现的、相对异常的现象，需要持续观察。他断言，理解崩溃的最佳方式是掌握四个公理。用他自己的话来说：
1. 人类社会是解决问题的组织；
2. 社会政治系统需要能量来维持；
3. 复杂性的增加会带来人均成本的增加；
4. 作为解决问题的对策，对社会政治复杂性的投资达到了边际回报下降的地步。

考虑到这些，崩溃可以简单地理解为维持社会复杂性所需能量的损失。
因此，崩溃是社会复杂性、分层、内部和外部沟通与交流以及生产力的突然丧失。

### 汤因比的衰变理论
英国历史学家阿诺德·J·汤因比在其广受好评的12卷本著作《历史研究》（1934-1961）中探讨了28个文明的兴衰，得出的结论是，文明的崩溃通常主要是由内部因素、造成的。但外部压力也起了一定作用。 他的理论认为，所有文明都会经历几个不同的阶段：起源、成长、困难时期、普遍状态和解体。  
汤因比认为，一个文明崩溃的最终标志是当占主导地位的少数人形成一个普遍国家时，这会扼杀政治创造力。他说：
首先，占主导地位的少数人试图以武力——镇压一切造反者要求的东西——并且固执地占据一种已经不再值得继承的贵族地位；随后，无产阶级在爆发革命时，又用怨恨来回报不公正，用仇恨来回报恐惧，用暴力来回报暴力。然而最后，整个运动以一种“积极的创造行为”结束——占主导地位的民族创造了一个普遍的国家，内部无产阶级创造了一种普遍的教会，外部无产阶级创造了一群野蛮的战争乐队。——阿诺德·J·汤因比
他认为，随着文明的衰落，它们会形成“内部无产阶级”和“外部无产阶级”。内部无产阶级受到文明内部占主导地位的少数人的压制，是痛苦的；外部无产阶级生活在文明之外，处于贫困和混乱之中，是嫉妒的，他认为，随着文明的衰落，“社会体中出现了分裂”，放弃和自我控制一起取代了创造力，逃学和殉道取代了有创造力的门徒训练。

## 影响
社会崩溃对于文明造成的打击是不可估量的，例如东地中海：迈锡尼文明的灭亡，贸易路线受到干扰甚至无法继续进行，聚集点遭到大规模废弃，历史记载中断，人口骤减，甚至会出现文化倒退的现象（例如文学作品骤减，文字不再被使用），一般经历过崩溃的文明，需要许久才能恢复。但恢复的文明复杂性，已经远不及原来文明的复杂性了。

## 文明和社会崩溃的例子
有新生文明和重建成功的文明
- 阿卡德帝国
- 赫梯帝国
- 迈锡尼希腊
- 新亚述帝国
- 吴哥文明
- 中国汉唐时期
- 玛雅文明（古典玛雅崩溃）
- 蒙胡姆塔帕帝国
- 奥尔梅克

崩溃后被同化的文明
- 阿卡德帝国统治下的苏美尔
- 亚述建立以色列王国
- 赫梯人的巴比伦
- 英国人征服盎格鲁撒克逊人，诺曼人
- 可萨汗国由基辅罗斯的东斯拉夫人统治

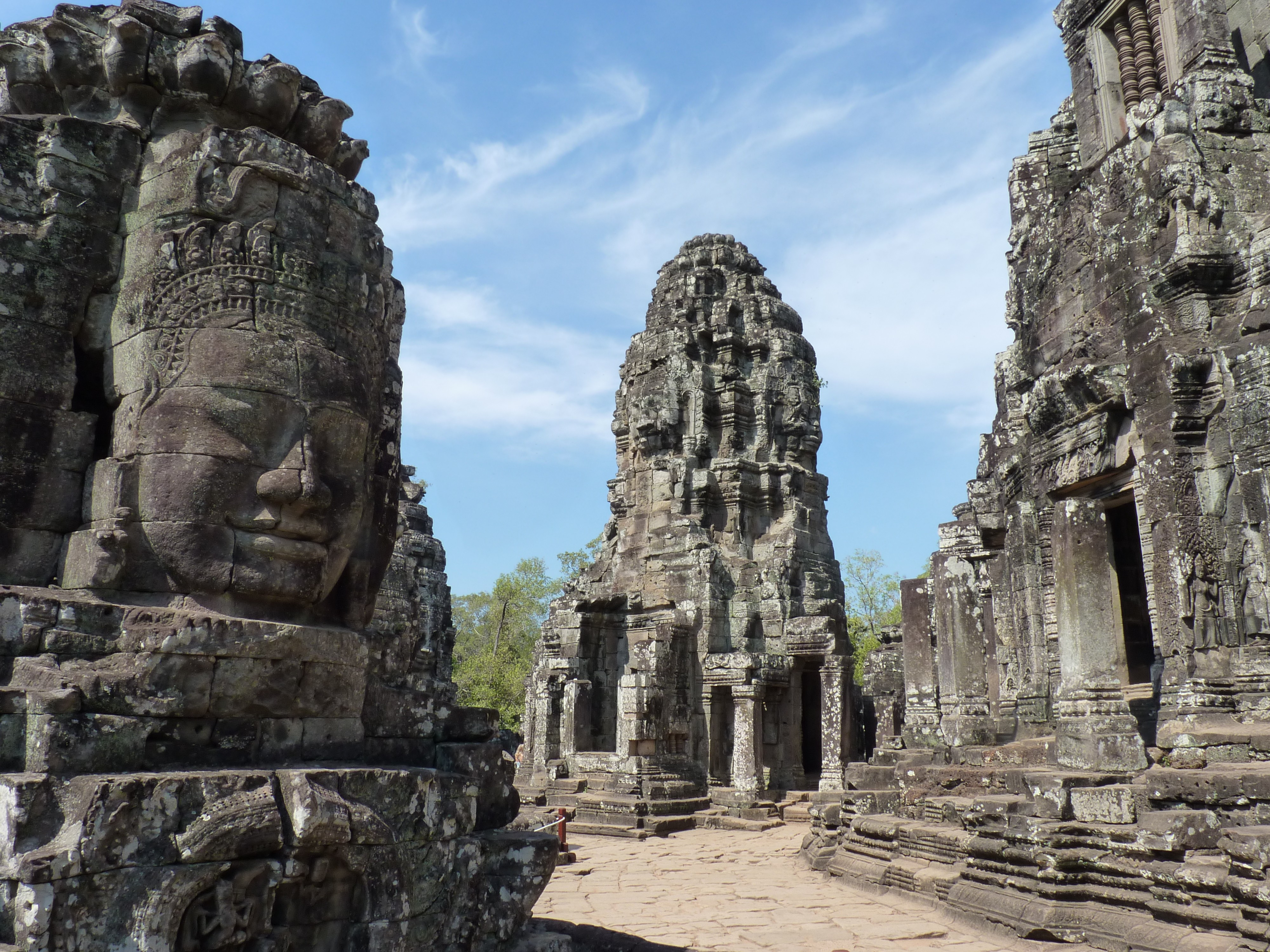
15世纪期间，几乎整个吴哥都被遗弃了

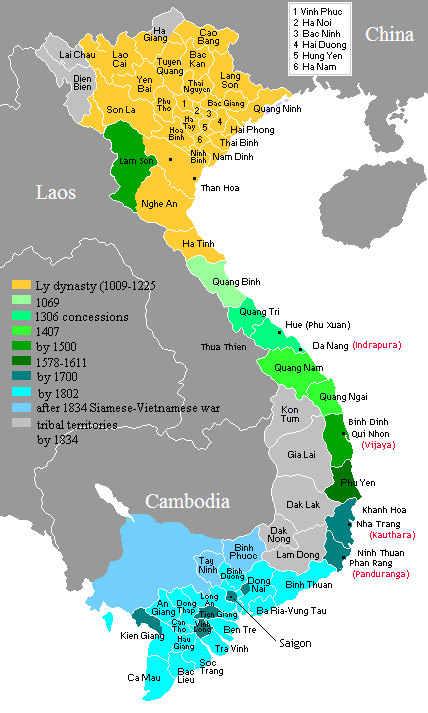
占婆文明曾经占据现代越南中部和南部的部分地区。

- 东罗马帝国（中世纪希腊）被西方和东方邻国骚扰，最终被奥斯曼帝国吞并
- 蒙古帝国灭亡契丹西辽、金、西夏、南诏、宋、花剌子模、阿拔斯哈里发、阿尤布王朝、尼扎里·伊斯玛仪、罗姆苏丹国、基辅罗斯、伏尔加保加利亚、库曼人
- 越南南下扩张期间的占婆王国[75]
- 西班牙帝国的阿兹特克、印加和玛雅文明
- 普鲁士王国、俄罗斯帝国和奥地利大公国瓜分的波兰立陶宛联邦

崩溃后失落的文明
- 卡霍基亚
- 格陵兰岛的挪威殖民地
- 皮特凯恩岛和亨德森岛的原始波利尼西亚文明
- 莫尔登岛
- 弗莲达岛